# Steinfort
Steinfort (luxembourgeois : Stengefort) est une localité luxembourgeoise et le chef-lieu de la commune portant le même nom située dans le canton de Capellen.

## Géographie
La localité est traversée du sud au nord par la rivière Eisch, un affluent de l'Alzette.

### Sections de la commune
- Grass
- Hagen
- Kleinbettingen
- Steinfort (chef-lieu)

### Communes limitrophes
La commune est délimitée à l'ouest par la frontière belge qui la sépare de la province de Luxembourg. Le hameau belge du Rosenberg est notamment limitrophe de la localité de Steinfort.
|           | Habscht           | Koerich |
| Arlon (B) | Steinfort         |         |
|           | Käerjeng, Garnich | Mamer   |

### Voies de communication et transports
Elle est traversée d’ouest en est par la route nationale 6 qui démarre en bordure ouest à la frontière belge et conduit à Luxembourg-Ville ; cette route fait partie en intégralité de la voie de la Liberté.
L’autoroute A6 joignant la frontière belge et Luxembourg-Ville passe plus au sud dans la commune, entre Kleinbettingen et Kahler.
La commune est desservie par le Régime général des transports routiers (RGTR). En outre, elle opère conjointement avec Garnich et Koerich un service « City-Bus » sur réservation, le « Proxibus ».

## Histoire
Steinfort dépendait de la seigneurie de Sterpenich absorbée par la seigneurie d’Autel à Autelbas qui dépendit ainsi de la seigneurie d’Autel jusqu’à la fin de l’ancien Régime.
En 1957, l'hôpital intercommunal de Steinfort voit le jour.

## Politique et administration

### Liste des bourgmestres
| Identité                       | Période          | Période                                     | Durée                     | Étiquette |
| Identité                       | Début            | Fin                                         | Durée                     | Étiquette |
| ------------------------------ | ---------------- | ------------------------------------------- | ------------------------- | --------- |
| Jean Asselborn (né en 1949)    | 1982             | 30 juillet 2004 (entrée au gouvernement (d) | 22 ans                    | LSAP      |
| Guy Pettinger (d) (né en 1960) | 13 août 2004     | 26 octobre 2011                             | 7 ans, 2 mois et 13 jours | LSAP      |
| Jean-Marie Wirth (d)           | 27 octobre 2011  | 15 novembre 2017                            | 6 ans et 19 jours         | CSV       |
| Guy Pettinger (d) (né en 1960) | 16 novembre 2017 | En cours                                    | 7 ans, 3 mois et 26 jours | LSAP      |

## Population et société

### Démographie
L'évolution du nombre d'habitants est connue à travers les recensements de la population effectués dans le pays depuis 1821. Les recensements décennaux de la population permettent de caler les chiffres sur la composition de la population par sexe, âge, nationalité et commune de résidence. Entre deux recensements, la population au 1er janvier de l’année {\displaystyle x} est évaluée en ajoutant à la population au 1er janvier de l’année {\displaystyle x-1} les soldes naturel (naissances {\displaystyle -} décès) et migratoire (arrivées {\displaystyle -} départs) de l'année. La même méthode est appliquée pour la répartition par âge au 1er janvier et les effectifs totaux par nationalité. Depuis le 1er septembre 2023, le Luxembourg dénombre 100 communes.
Au 1er janvier 2024, la commune comptait 6 000 habitants.
| 1821 | 1851 | 1871  | 1880  | 1890  | 1900  | 1910  | 1922  | 1930  |
| ---- | ---- | ----- | ----- | ----- | ----- | ----- | ----- | ----- |
| 652  | 940  | 1 165 | 1 165 | 1 363 | 1 620 | 1 829 | 2 131 | 2 348 |

| 1935  | 1947  | 1960  | 1970  | 1978  | 1979  | 1981  | 1983  | 1984  |
| ----- | ----- | ----- | ----- | ----- | ----- | ----- | ----- | ----- |
| 2 276 | 2 149 | 2 338 | 2 582 | 2 783 | 2 809 | 2 845 | 2 880 | 2 880 |

| 1985  | 1986  | 1987  | 1988  | 1989  | 1990  | 1991  | 1992  | 1993  |
| ----- | ----- | ----- | ----- | ----- | ----- | ----- | ----- | ----- |
| 2 880 | 2 940 | 2 970 | 3 049 | 3 139 | 3 258 | 3 421 | 3 542 | 3 673 |

| 1994  | 1995  | 1996  | 1997  | 1998  | 1999  | 2000  | 2001  | 2002  |
| ----- | ----- | ----- | ----- | ----- | ----- | ----- | ----- | ----- |
| 3 730 | 3 743 | 3 866 | 3 868 | 3 976 | 3 994 | 4 036 | 4 065 | 4 116 |

| 2003  | 2004  | 2005  | 2006  | 2007  | 2008  | 2009  | 2010  | 2011  |
| ----- | ----- | ----- | ----- | ----- | ----- | ----- | ----- | ----- |
| 4 233 | 4 272 | 4 284 | 4 321 | 4 366 | 4 376 | 4 405 | 4 422 | 4 356 |

| 2012  | 2013  | 2014  | 2015  | 2016  | 2017  | 2018  | 2019  | 2020  |
| ----- | ----- | ----- | ----- | ----- | ----- | ----- | ----- | ----- |
| 4 504 | 4 576 | 4 700 | 4 682 | 4 762 | 5 081 | 5 126 | 5 281 | 5 459 |

| 2021  | 2022  | 2023  | 2024  | - | - | - | - | - |
| ----- | ----- | ----- | ----- | - | - | - | - | - |
| 5 617 | 5 754 | 5 871 | 6 000 | - | - | - | - | - |

Pour des raisons techniques, il est temporairement impossible d'afficher le graphique qui aurait dû être présenté ici.

## Personnalités
- Camille de Tornaco (1807-1880), homme politique belge
- Yvonne Useldinger (1921-2009), femme politique luxembourgeoise et résistante au nazisme.
- Jean Asselborn (né en 1949), homme politique luxembourgeois et ancien bourgmestre de Steinfort
- Francine Closener (née en 1969), femme politique luxembourgeoise

## Sport
- Sporting Club Steinfort (football)
- Volleyball Club Steinfort